# Identificazione (medicina legale)
In medicina legale l'identificazione è il riconoscimento, prima generico, mirato a stabilire la natura del materiale in esame, biologico e non, come capelli, sangue, sperma, latte, sudore, ossa, impronte, scrittura, proiettili sparati o i bossoli delle armi da fuoco; «poi la sua appartenenza a una determinata specie animale (diagnosi specifica) e infine la sua appartenenza a un determinato e più ristretto gruppo di individui o addirittura a un determinato soggetto (diagnosi individuale). Tale studio comporta una serie di indagini complesse: morfologiche, radiografiche, sierologiche ecc.»